# رولا خلف
رولا خلف  (بالإنجليزية: Roula Khalaf)‏ هي رئيسة تحرير فاينانشال تايمز منذ 17 يناير 2020، خلفا لرئيس التحرير السابق ليونيل باربر، كما كانت نائبة رئيس تحرير ومحرر مساعد ومحرر أجنبي من قبل

## الحياة المهنية
بالإضافة إلي مسؤولياتها التحريرية، فإنها تكتب وتعلق بانتظام على الشؤون العالمية والأوضاع السياسية في الشرق الأوسط والتجارة تعمل رولا في فاينانشال تايمز منذ 1995، أولا كمراسلة عن شمال أفريقيا، ثم كمراسة عن الشرق الأوسط، محررة للشرق الأوسط وأخيرا محررة أجنبية. قبل الانضمام لفاينانشال تايمز، كانت تعمل ككاتبة لمجلة فوربس في نيويورك.

## الجوائز
فازت خلف بجائزة «السلام عبر الإعلام» عام 2009 ضمن جوائز الإعلام الدولي اعترافا بمستوياتها العالية في التقرير وجودة تحليلها للأخبار. كانت في 2011 ضمن القائمة المختصرة في فئة أفضل مراسل أجنبي في العام ضمن جوائز الصحافة سنة 2012، وكانت ضمن القائمة المختصرة لجوائز إعلام العالم الواحد لمقالتها «الأختية المسلمة». فازت في 2013 مع زملائها من فاينانشال تايمز أبيجيل فيلدينغ-سميث وكاميلا هال وسيميون كير بجائزة رابطة الصحافة الخارجية لأفضل قصة بارزة بالعام عن «قطر: من إمارة إلى إمبراطورية.»

## في السينما
في كتاب «ذئب وول ستريت» للكاتب جوردان بيلفورت ذُكرت خلف كالآتي: «بدأ هجوم الصحافة عام 1991، حين قامت الصحفية الوقحة رولا خلف، بوصفي بأني النسخة العكسية لروبين هود الذي يسرق من الأغنياء ويعطي لنفسه ونطاقه المرح من السماسرة. استحقت تقييم (A) لمهارتها بالطبع.»  تم تشخيصها كـ آلياه فاران (والذي مثلته ساندرا نيلسون) في فيلم «مارتن سكورسيزي» وفيلم «ذئب وول ستريت»

## التعليم
خلف هي خريجة من جامعة سيراكيوز وحاصلة على درجة الماجستير في الشؤون الدولية من جامعة كولومبيا في نيويورك.

## وصلات خارجية
- كتاب أعمدة  فاينانشال تايمز
- مقابلة سي سبان مع رولا خلف (يوليو 2009) (بالإنجليزية)